# Basilique de Mariatrost
 (juillet 2024).
La basilique de Mariatrost est une église de culte catholique située à Graz, dans le quartier de Mariatrost, en Autriche.

## Géographie
La basilique se situe sur le Purberg, à 469 m d'altitude, une crête au nord-est de Graz. Le nom Purberg ou Burgberg pour le Mariatroster Kirchberg est mentionné pour la première fois en 1615. L'historien Karl Albrecht Kubinzky y voit une indication d'un château médiéval disparu. L'église est accessible depuis le dernier arrêt de la ligne 1 du Tramway de Graz par l'escalier de l'Angélus avec 216 marches; de l'ouest et du nord, des sentiers mènent au Purberg.

## Histoire
Le bâtiment baroque est l'un des lieux de pèlerinage les plus importants de la Styrie. Le but des pèlerins, venus d'Autriche, de Hongrie et de Croatie, est une statue miraculeuse de Marie, qui provient de l'abbaye de Rein près de Graz et se trouve à l'origine dans la chapelle privée du château. Le propriétaire du domaine, Franz Caspar Conduzi, le donne en 1708 à l'ordre des pères paulins.
En 1714, la première pierre de l'église est posée après la reconnaissance officielle du lieu de pèlerinage. La construction commence avec Andreas Stengg accompagné de son fils Johann Georg Stengg. Cinq ans plus tard, les premiers services sont célébrés. L'empereur Charles VI souhaite la construction d'une route de Graz à Mariatrost pour améliorer l'accessibilité du lieu. L'échafaudage de l'église est achevé en 1724. L'achèvement complet dure cependant jusqu'en 1779. Quelques années plus tard, les pères paulins doivent partir dans le cadre du joséphisme.
L'abbatiale devient une église paroissiale et les parcelles du cloître vendues à un boucher sont converties en écuries. Entre 1846 et 1996, les franciscains occupent l'église en tant que lieu de pèlerinage. En octobre 1968, la déclaration de Mariatrost est publiée dans la basilique[précision nécessaire]. En 1996, l'ordre quitte l'abbaye. Depuis lors, la paroisse est confiée aux prêtres du diocèse de Graz-Seckau. Le 28 octobre 1999, le pape Jean-Paul II donne à l'église le statut de basilique mineure. La rénovation totale est réalisée sous les ordres du père Johannes Pfeffel dans les années 1980.

## Description
La basilique appartient au baroque impérial. Deux clochers de façade de quatre étages (61 m) et un dôme sont les caractéristiques bien visibles du bâtiment de cette église à croix inscrite. La basilique est entourée par les bâtiments d'un ancien monastère, qui est utilisé d'abord par les pauliniens (1708-1786), puis par les franciscains. À la hauteur du dernier tiers de l'escalier d'ascension, une sculpture en bronze de l'ange Gabriel est créée par l'artiste Erwin Huber de Graz en 2000.
L'église avec les clochers est entourée par les ailes du bâtiment du monastère. Au-dessus du croisement de la basilique se trouve un dôme. Des deux côtés se trouvent des chapelles. Le modèle de l'église est l'église jésuite du Gesù à Rome.

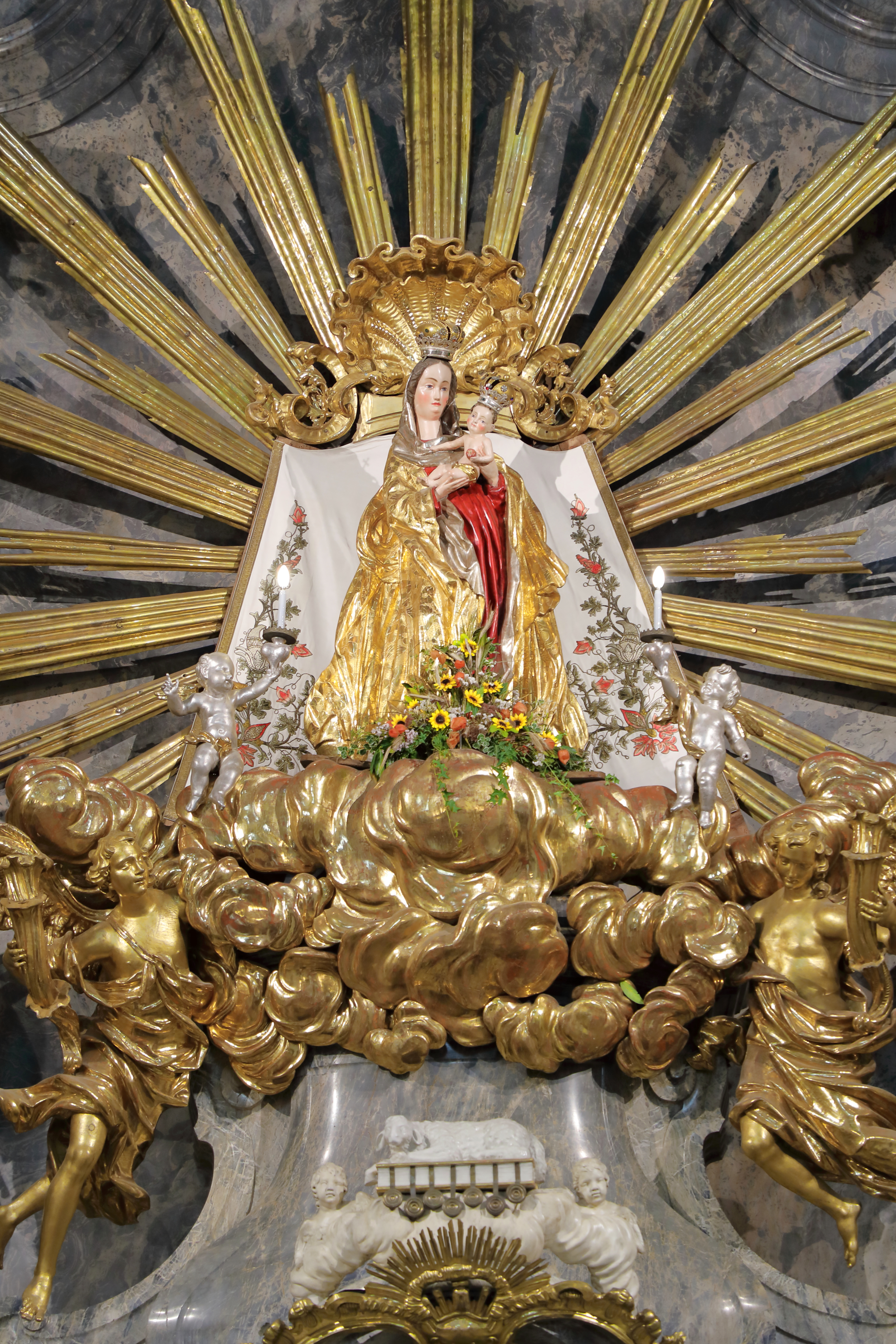
Statue de la Grâce

Au centre du maître-autel se trouve une statue de la Vierge Marie datant du gothique tardif datant de 1465 et provenant de l'abbaye de Rein. En 1695, une rénovation baroque de Bernhard Echter le transforma en Notre-Dame de grâce. Au-dessus, une inscription portée par les anges : Solatium vitae nostrae (réconfort de nos vies). Les plafonds voûtés, la coupole et les murs latéraux de l'intérieur de l'église sont décorés de fresques de Luke von Schram et Johann Baptist Scheidt de 1733 à 1754. Dans une fresque, on voit la victoire décisive de l'Autriche sur les Turcs. L'empereur regarde le ciel avec ses généraux. Les anges tiennent le nom de Marie dans leurs mains.
Dans la fresque du dôme, la Bienheureuse Vierge Marie est vénérée comme la Reine du Ciel et est illuminée par la lumière de la colombe du Saint-Esprit. Sur le pied du dôme, il y a des images des quatre évangélistes, sur la voûte, les quatre pères occidentaux de l'Église : Grégoire le Grand, Jérôme, Ambroise et Augustin. Dans les chapelles latérales de la basilique, on raconte les histoires du lieu de pèlerinage avec Marie comme aide et consolatrice.
Veit Königer crée la chaire en 1779. Il y a une représentation allégorique de la foi (croix) des représentations d’espoir (ancre) et d’amour (cœur). Les trois reliefs de la corbeille représentent des scènes de la vie de Marie (fiançailles avec Joseph, rencontre de Marie et d'Élisabeth, l'Assomption de Marie). Les reliefs sur l'escalier sont des miracles, sur le mur du fond l'Annonciation à Marie. Une chaire similaire est située dans l'église de Nestelbach bei Graz, également de Königer.
La caisse d'orgue est ornée des figures du roi David et de Sainte Cécile. L'orgue lui-même remonte à 1993, compte 45 registres sur trois claviers et des pédales. et est créé par Pflüger Orgelbau.